# Andreas Siljeström
Andreas Siljeström (Stoccolma, 21 luglio 1981) è un ex tennista svedese.
Specialista del doppio, il suo miglior piazzamento ATP è il numero 57 ottenuto il 14 maggio 2012.
È il quarto giocatore più alto nel circuito dopo Ivo Karlović, Reilly Opelka e John Isner.

## Statistiche

### Doppio

#### Finali perse (3)
| Legenda doppio            |
| Grande Slam (0)           |
| ATP World Tour Finals (0) |
| ATP Masters 1000 (0)      |
| ATP World Tour 500 (0)    |
| ATP World Tour 250 (3)    |

| Numero | Data           | Torneo                | Superficie  | Compagno        | Avversari in Finale             | Punteggio        |
| 1.     | 17 luglio 2011 | Swedish Open, Båstad  | Terra rossa | Simon Aspelin   | Robert Lindstedt Horia Tecău    | 3–6, 3–6         |
| 2.     | 6 maggio 2002  | Serbia Open, Belgrado | Terra rossa | Martin Emmrich  | Jonathan Erlich Andy Ram        | 6–4, 2–6, [6–10] |
| 3.     | 7 agosto 2016  | Atlanta Open, Atlanta | Cemento     | Johan Brunström | Andrés Molteni Horacio Zeballos | 6(2)–7, 4-6      |